# Stránecká Zhoř
Stránecká Zhoř är en ort i Tjeckien.   Den ligger i regionen Vysočina, i den centrala delen av landet, 130 km sydost om huvudstaden Prag. Stránecká Zhoř ligger 500 meter över havet och antalet invånare är 582.
Terrängen runt Stránecká Zhoř är platt.Runt Stránecká Zhoř är det ganska tätbefolkat, med 93 invånare per kvadratkilometer. Närmaste större samhälle är Třebíč, 18,6 km söder om Stránecká Zhoř. Trakten runt Stránecká Zhoř består till största delen av jordbruksmark.